# Home Hill

S
Home Hill – miasto w Australii, w stanie Queensland.